# Sonja Pleijel
Sonja Carolina Pleijel, född 3 augusti 1942 i Lund, är en svensk TV-producent, regissör och manusförfattare.
Sonja Pleijel studerade och tog en fil.kand. vid Lunds universitet och arbetade som översättare under namnet Nonnie Pleijel, som flygvärdinna och socialassistent innan hon 1968 började sin verksamhet som producent vid Sveriges Television, först i Stockholm och från 1980 i Malmö. Hon har medverkat i att producera framför allt ett stort antal reportage, dokumentärer och dramadokumentärer inom områdena samhälle, kultur och musik.
Hon har skrivit och regisserat TV-filmen Postmästarfrun från Hörby (1988), om författaren Victoria Benedictsson, och regisserat TV-produktionen av Hans Gefors opera Vargen kommer (1998) och den dokumentära kortfilmen om sin gåtfulla javanesiska mormor Surabayas mörka ros/Samtal med mormor (2007). Vid sidan av TV-arbetet har hon också ägnat sig åt eget konstskapande med måleri.
Pleijel är syster till författaren Agneta Pleijel, dotter till författaren Sonja Berg Pleijel och professorn i matematik Åke Pleijel och även släkt med konstnären Albert Berg och operasångaren Isak Berg. 
1972–1985 var hon gift med arbetarfilmaren och fotografen Jean Hermansson, med vilken hon har sonen Mattias Pleijel.